# 北川勝広
北川　勝広（きたがわ　かつひろ、1978年5月18日 -）は広島県出身の日本の柔道家。66kg級の選手。身長は168cm。組み手は左組み。得意技は足技。

## 経歴
柔道は7歳の時に始めた。崇徳中学から崇徳高校へ進むと、2年の時に全日本ジュニア65kg級で2位になった。
1997年には東海大学へ進学すると、3年の時には新設された体重別団体の決勝で国士舘大学に敗れた。講道館杯66kg級の決勝では大学の5年先輩である横浜そごうの鳥居智男に敗れるも2位となった。4年の時には体重別と講道館杯で3位になった。正力杯では優勝を飾った。
2001年にはダイコロの所属となると、体重別では3位だったが講道館杯では決勝で綜合警備保障の小見川道浩を破って優勝を飾った。2002年の日本国際柔道大会では決勝で小見川に敗れて2位だった。講道館杯では決勝で了徳寺学園職員の鳥居に敗れて連覇はならなかった2003年にはK・Kスポーツの所属に変わると、講道館杯では3位だった。2004年には盈進学園の所属となると、体重別で3位となった。その後アルゼに所属を変更すると、2006年には実業個人選手権の73kg級決勝で了徳寺学園職員の野瀬英豪を破って優勝を飾った。
引退後は香港代表チームのコーチに就任した。2013年7月には日本での合宿中に、JR長津田駅で線路に転落した乗客を消防士でもある代表チームのメンバー4名とともに救助したことにより、在香港日本国領事館から感謝状が贈呈された。
2016年には広島県による「スポーツ実績のある者を対象とした特別選考」に基づき、保健体育の教諭に採用された。

## 主な戦績
- 1995年 -　全日本ジュニア　3位65kg級
- 1999年　- 体重別団体　2位
- 1999年　- 講道館杯　2位
- 2000年　- 体重別　3位
- 2000年　- 正力杯　優勝
- 2000年　- 講道館杯　3位
- 2001年　- 体重別　3位
- 2001年　- イタリア国際　3位
- 2001年　- 講道館杯　優勝
- 2002年　- 日本国際柔道大会　2位
- 2002年　- 講道館杯　2位
- 2003年　- 講道館杯　3位
- 2004年　- 体重別　3位
- 2005年　- 環太平洋柔道選手権大会　3位
- 2006年　- 実業個人選手権　優勝73kg級

(出典、JudoInside.com)